# Challans
Challans és un municipi francès de la regió del País del Loira, al departament de la Vendée. El 2021 tenia 22.494 habitants.